# Première STMG
Pour des articles plus généraux, voir STMG et Classe de première française.
La classe Première STMG (Sciences technologiques du management et de la gestion) - remplace la classe de Première STG depuis la rentrée 2012.

## Matières enseignées (depuis 2019)
| Enseignements communs                                                       | Enseignements communs          |
| --------------------------------------------------------------------------- | ------------------------------ |
| Français                                                                    | 3 heures                       |
| Histoire-géographie                                                         | 1 heure 30                     |
| Enseignement moral et civique                                               | 18 heures annuelles            |
| Langues vivantes A et B + Enseignement technologique en langue vivante A a) | 4 heures (dont 1 heure d'ETLV) |
| Éducation physique et sportive                                              | 2 heures                       |
| Mathématiques                                                               | 3 heures                       |
|                                                                             |                                |
| Accompagnement personnalisé b)                                              |                                |
| Accompagnement au choix de l'orientation c)                                 |                                |
| Heures de vie de classe                                                     |                                |
|                                                                             |                                |
| Enseignements de spécialité                                                 |                                |
| Sciences de gestion et numérique                                            | 7 heures                       |
| Management                                                                  | 4 heures                       |
| Droit et économie                                                           | 4 heures                       |
| Enseignements optionnels : 2 au plus parmi                                  |                                |
| Arts d)                                                                     | 3 heures                       |
| Éducation physique et sportive                                              | 3 heures                       |
| Langue des signes française                                                 | 3 heures                       |
| Atelier artistique                                                          | 72 heures annuelles            |

a) La langue vivante A est étrangère. La langue vivante B peut être étrangère ou régionale. L'horaire élève correspond à une enveloppe globalisée pour ces deux langues vivantes. A l'enseignement d'une langue vivante peut s'ajouter une heure avec un assistant de langue. L'enseignement technologique en langue vivante A est pris en charge conjointement par un enseignant d'une discipline technologique et un enseignant de langue vivante.
b) Volume horaire déterminé selon les besoins de l'élève.
c) 54 heures, à titre indicatif, selon les besoins des élèves et les modalités de l'accompagnement à l'orientation mises en place dans l'établissement.
d) Au choix parmi : arts plastiques ou cinéma-audiovisuel ou danse ou histoire des arts ou musique ou théâtre.

## Évaluation dans le cadre du baccalauréat (depuis 2019)

### Épreuves terminales anticipées de français
A la fin de l'année de première, les élèves passent les épreuves terminales anticipées de français. Il s'agit d'une épreuve écrite de 4 heures (coefficient 5) et d'une épreuve orale de 20 minutes, précédée de 30 minute de préparation (également coefficient 5).

### Évaluations communes
Au cours de l'année de première, les élèves passent deux séries d'évaluations communes (EC), qui constituent une partie de la note finale du baccalauréat. Une première série a lieu au deuxième trimestre tandis qu'une seconde a lieu au troisième trimestre.
| Épreuve                          | EC n°1 (2e trimestre)           | EC n°2 (3e trimestre)           |
| -------------------------------- | ------------------------------- | ------------------------------- |
| Histoire-géographie              | Évaluation écrite de 2 heures   | Évaluation écrite de 2 heures   |
| Langue vivante A                 | Évaluation écrite de 20 minutes | Évaluation écrite de 1 heure 30 |
| Langue vivante B                 | Évaluation écrite de 20 minutes | Évaluation écrite de 1 heure 30 |
| Mathématiques                    | Évaluation écrite de 2 heures   | Évaluation écrite de 2 heures   |
| Sciences de gestion et numérique | Pas d'épreuve                   | Évaluation orale de 20 minutes  |

### Évaluation chiffrée des résultats de l'élève
Au cours de la classe de première, les moyennes trimestrielles ou semestrielles obtenues comptent pour un coefficient 5 dans la note finale du baccalauréat.